# Medal Wdzięczności Francuskiej
Medal Wdzięczności Francuskiej (fr. Médaille de la Reconnaissance française) – francuskie państwowe odznaczenie.

## Historia
Odznaczenie zostało ustanowione dekretem Prezydenta Francji z dnia 13 lipca 1917 roku dla wyrażenia wdzięczności dla inicjatyw pojedynczych osób mających na celu pomoc dla rannych, chorych żołnierzy, rodzin zabitych w czasie działań bojowych żołnierzy, osób, które stały się inwalidami, sierotami w wyniku wojny. Odznaczenie mogło być nadawane zarówno za działania na terenie Francji, jak również w innych państwach polegających na pomocy żołnierzy francuskich.
W myśl dekretu działania te powinny być dobrowolne i wymagać osobistego wysiłku i nie mogły wynikać z prawnych zobowiązań w stosunku do tych osób. Odznaczenie mogło być nadawane tylko osobom cywilnym nie związanym służbowo lub prawnie z wojskiem. W późniejszym okresie medal był także nadawany wojskowym, jeżeli ich działania na rzecz ofiar wojny nie wynikały z ich obowiązków służbowych.
Dekret w art. 4 ustalił także tymczasową wersję odznaczenia.
Odznaczenie miało trzy klasy: złotą, srebrną i brązową.
Dekret z dnia 5 października 1917 uzupełnił wcześniejszy dekret, ustalając że wzór odznaki odznaczenia zostanie ustalony w wyniku konkursu zarządzonego przez Ministerstwo Edukacji i Sztuki. Ustalił także wzór baretek poszczególnych klas. Ponadto ustalał, że odznaczenie będzie nadawał: Minister Sprawiedliwości – obywatelom francuskim zamieszkałym we Francji lub w jej koloniach i Minister Spraw Zagranicznych – obywatelom francuskim zamieszkałym za granicą i cudzoziemcom.
Kolejnym dekretem z dnia 2 grudnia 1917 roku uściślono zasady jego nadawania, określając że działania określone we wcześniejszym dekrecie powinny trwać co najmniej przez okres 1 roku, a art. 2 zezwalał na odznaczenie nim także zbiorowości o ile spełniały warunki dla osób indywidualnych.
17 grudnia 1917 roku powołano specjalną komisję dla nadawania tego odznaczenia w Ministerstwie Sprawiedliwości.
Dekretem z 17 listopada 1923 roku po raz kolejny rozszerzono zakres osób, mogących otrzymać to odznaczenie poprzez włączenie mieszkańców Alzacji i Lotaryngii i to zarówno z terenów należących do Francji jak również do Niemiec.
Dekret z 29 listopada 1926 roku po raz kolejny rozszerzył listę osób, które mogły otrzymać odznaczenie dołączając do niej także osoby, które za swoje działania na rzecz ofiar wojny były aresztowane przez okupanta lub przez niego deportowane; mógł być nadawany także pośmiertnie. Dekret ten określał też, że nadawanie jego powinno zakończyć się w ciągu dwóch lat od daty wejścia w życie tego dekretu, tj. 29 listopada 1928 roku. Okres ten został jednak przedłużony do 29 listopada 1929 roku dekretem z dnia 8 grudnia 1928 roku. Po tym okresie nadal jednak nadawano ten medal, ale tylko mieszkańcom Alzacji i Lotaryngii, aż do wybuchu II wojny światowej.
Podczas II wojny światowej, rząd Vichy, na mocy dekretu z dnia 11 sierpnia 1941, przejął i przywrócił nadawanie odznaczenia, zachowując wszystkie przepisy z dekretu z 13 lipca 1917 roku.
W 1945 roku, dekretem z dnia 14 września Tymczasowy Rząd Republiki Francuskiej, uchylił dekret rządu Vichy w sprawie tego odznaczenia i jednocześnie wznowił jego nadawanie. Dekret ten określił ogólne zasady jego nadawania, określając że nadawany był wszystkim osobom, które udzielały pomocy ofiarom wojny. W 1959 roku zgodnie z dekretem z dnia 6 listopada 1958 roku zakończono nadawania tego odznaczenia.

## Zasady nadawania
Odznaczenie było przyznawane w latach 1917–1945:
- Osobom, które w okresie działań bojowych podjęły nadzwyczajne działania polegające na pomocy rannym żołnierzom, rodzinom poległych, sierotom, które utraciły rodziny w wyniku działań bojowych, a działania te trwały co najmniej rok.
- Zbiorowościom, których członkowie nie mogli indywidualnie być nagrodzeni tym odznaczeniem.
- Mieszkańcom Alzacji i Lotaryngii deportowanym, zesłanym lub uwięzionym, przed dniem 1 sierpnia 1914 roku przez władze niemieckie ze względu na ich przywiązanie do Francji, a także osobom z terenów okupowanych, które były represjonowane przez okupanta z powodu swoich działań na rzecz Francji (Dekret z dnia 1 kwietnia 1922).
- Jeńcom wojennym, więźniom, cywilnym zakładnikom, którzy pomagali wojskom sojuszniczym lub dokonali nadzwyczajnych czynów wymagających odwagi i poświęcenia. Także mieszkańcom terenów okupowanych oraz Alzacji i Lotaryngii, którzy pomogli takim osób (Decyzje z dnia 29 listopada 1926 roku oraz 8 grudnia 1928).

Odznaczenia były nadawane w latach 1945–1959: 
- osobom i zbiorowościom za działania podejmowane na rzecz rannych żołnierzy, inwalidów wojskowych, rodzin osób poległych, sierot wojennych, więźniów i deportowanych a także innych ofiar wojny, a działania te były dobrowolne i nie wynikały z obowiązków służbowych lub wojskowych tych osób.

Odznaczenie było nadawane jednorazowo.
Łącznie w latach 1917 – 1959 nadano odznaczenie ok. 15000 osobom oraz 15 miejscowościom (we Francji: Annemasse (1921), Thonon-les-Bains (1921), Évian-les-Bains (1921), Céret (1946), Cerbère (1947), Hochfelden (1947); w Szwajcarii: Szafuza (1919 ), Bazylea (1921), Genewa (1921), Lozanna (1921 ), Montreux (1953 ); w Belgii: Mons (1920), Tamines (1934); w Luksemburgu: Luksemburg (1921) i w Norwegii: Narwik (1954)).

## Opis odznaki
Odznaczenie to posiada dwie wersje odznaki, Pierwsza ma charakter krążka. Posiada trzy klasy: brązową – wykonaną z brązu, srebrną wykonaną ze srebra i złotą – wykonana z pozłacanego srebra. Rysunek i wymiary poszczególnych wersji odznaczenia różnią się.
Pierwsza wersja została określona w art. 4 dekretu z 13 lipca 1917 roku, została ona zaprojektowana przez Jules Desbois. Jest to krążek o średnicy 30 mm.
Na awersie odznaczenia znajduje się rysunek kobiety podtrzymującej rannego żołnierza. Kobieta te symbolizuje Francję.
Na rewersie medalu w środku znajduje się napis RECONNAISSANCE FRANCAISE (pol. Wdzięczność francuska) a obok gałązka palmowa.
Druga wersja powstała na podstawie konkursu, który ogłosiło Ministerstwo Sztuki i Edukacji na podstawie art. 1 dekretu z dnia 5 października 1917 roku. Została ona zaprojektowana przez Maurice Delannoy. Jest to krążek o średnicy 32 mm.
Na awersie odznaczenia znajduje się symbolizująca Francję kobieta w czapce frygijskiej trzymająca gałązkę palmy.
Na rewersie wzdłuż krawędzi znajduje się napis RECONNAISSANCE FRANÇAISE, a w środku w wieńcu z kwiatów róży, tarcza z literami FR.
Medal zawieszony był na wstążce orderowej o szer. 37 mm w kolorze białym, po bokach paski o szer. 6 mm w kolorach francuskiej flagi.